# Chusé María Satué Sanromán
Chusé María Satué Sanromán (Escartín, Broto, Osca, 1941), va néixer a casa Ferrer, en ple Sobrepuerto, on va fer els seus primers estudis en aquesta escola sobrarbenca. Llicenciat en Filosofia i Lletres per la Universitat de Saragossa i mestre tota la seva vida.

## Obra
- Vocabulario de Sobrepuerto. Inst. de Estudios Altoaragoneses, Col. Cosas Nuestras, 12. Huesca, 1991
- Semblanzas de Escartín. Inst. de estudios Altoaragoneses, Col. Cosas Nuestras, 18. Huesca, 1997
- BBAA: Senderos de Gran Recorrido. GR 16. Senderos del Serrablo. Ed. Prames. Zaragoza, 1991
- Sobrepuerto, naturaleza en silencio. Ed. del autor. Zaragoza, 1999
- Qué feban dinantes en un lugar d'o cobalto d'Aragón? Ed. de l'autor 1996, dimpués Xordica, 2003
- Alredor d'a chaminera, Xordica, 2001

En assaig ha publicat alguns articles d'etnologia i de l'aragonès de Sobrepuerto a la revista Serrablo i en el diari Heraldo de Aragón. És membre de l'Acadèmia de l'Aragonès.